# Lijst van burgemeesters van Amstelveen
Dit is een lijst van burgemeesters van de Nederlandse gemeente Amstelveen in de provincie Noord-Holland. Tot 1964 heette de gemeente Nieuwer-Amstel.
| Ambtsperiode                    | Naam burgemeester                                 | Partij of stroming | Bijzonderheden                  |
| ------------------------------- | ------------------------------------------------- | ------------------ | ------------------------------- |
| 1813                            | Jacobus de Wildt                                  |                    | maire                           |
| 1814 - 1815                     | J. Vos                                            |                    |                                 |
| 1815 - 1817                     | J.H. Wenke                                        |                    |                                 |
| 1817 - 1820                     | B.A. van Houten                                   |                    |                                 |
| 1821 - 1822                     | G. Leefkens                                       |                    |                                 |
| 1823 - 1824                     | B.A. van Houten                                   |                    |                                 |
| 1825 - 1825                     | C. Kroon                                          |                    | Waarnemend                      |
| 1826 - 1842                     | Mr. Pieter (P.) Testas                            |                    |                                 |
| 1842 - 1865                     | Mr. Balthasar (B.J.F.) Marcus                     |                    |                                 |
| 1866 - 1881                     | Abraham (A.) Wiegel (13 maart 1809- 18 juli 1881) |                    |                                 |
| 1882 - 1885                     | Jhr. Constatijn (C.) van Citters                  |                    |                                 |
| 1885 - 1890                     | Alexander (A.) Boers                              |                    |                                 |
| 1890 - 1890                     | J.Ph. Schröder                                    |                    | Waarnemend                      |
| 1891 - 1916                     | Herman (H.P.C.W.H.J.B.) van Son                   | ARP                |                                 |
| 1916 - 1932                     | Arie (A.) Colijn                                  | ARP                |                                 |
| 1932 - 1942                     | Gerrit (G.P.) Haspels                             | CHU                |                                 |
| 1942 - 1945                     | Ir. S.D.J. Westendorf                             | NSB                |                                 |
| 1945 - 1955                     | Gerrit (G.P.) Haspels                             | CHU                |                                 |
| 1955 - 1971                     | Dirk (D.) Rijnders                                | CHU                |                                 |
| 1971 - 1977                     | Jhr. Mr. Pieter (P.A.C.) Beelaerts van Blokland   | CHU                |                                 |
| 1978 - 1984                     | Jhr. Mr. W.H.D. Quarles van Ufford                | VVD                |                                 |
| 1984 - 1997                     | Otto (O.) van Diepen                              | VVD                | was burgemeester van Slochteren |
| 1997 - 2005                     | Mr. Harry (M.H.) Kamphuis                         | VVD                |                                 |
| 2005 - 31 december 2013         | Mr. Jan (J.H.C.) van Zanen                        | VVD                | [ 1 ]                           |
| 1 januari 2014 - 2 juli 2014    | Mr. Fred (G.J.) de Graaf                          | VVD                | Waarnemend                      |
| 3 juli 2014 – 30 september 2017 | Mirjam (M.M.) van 't Veld                         | CDA                | [ 3 ] [ 4 ]                     |
| 1 oktober 2017 – 27 mei 2019    | Bas (H.B.) Eenhoorn                               | VVD                | Waarnemend                      |
| 28 mei 2019 – heden             | Tjapko (T.R.) Poppens                             | VVD                | [ 6 ]                           |